# Rhytididae

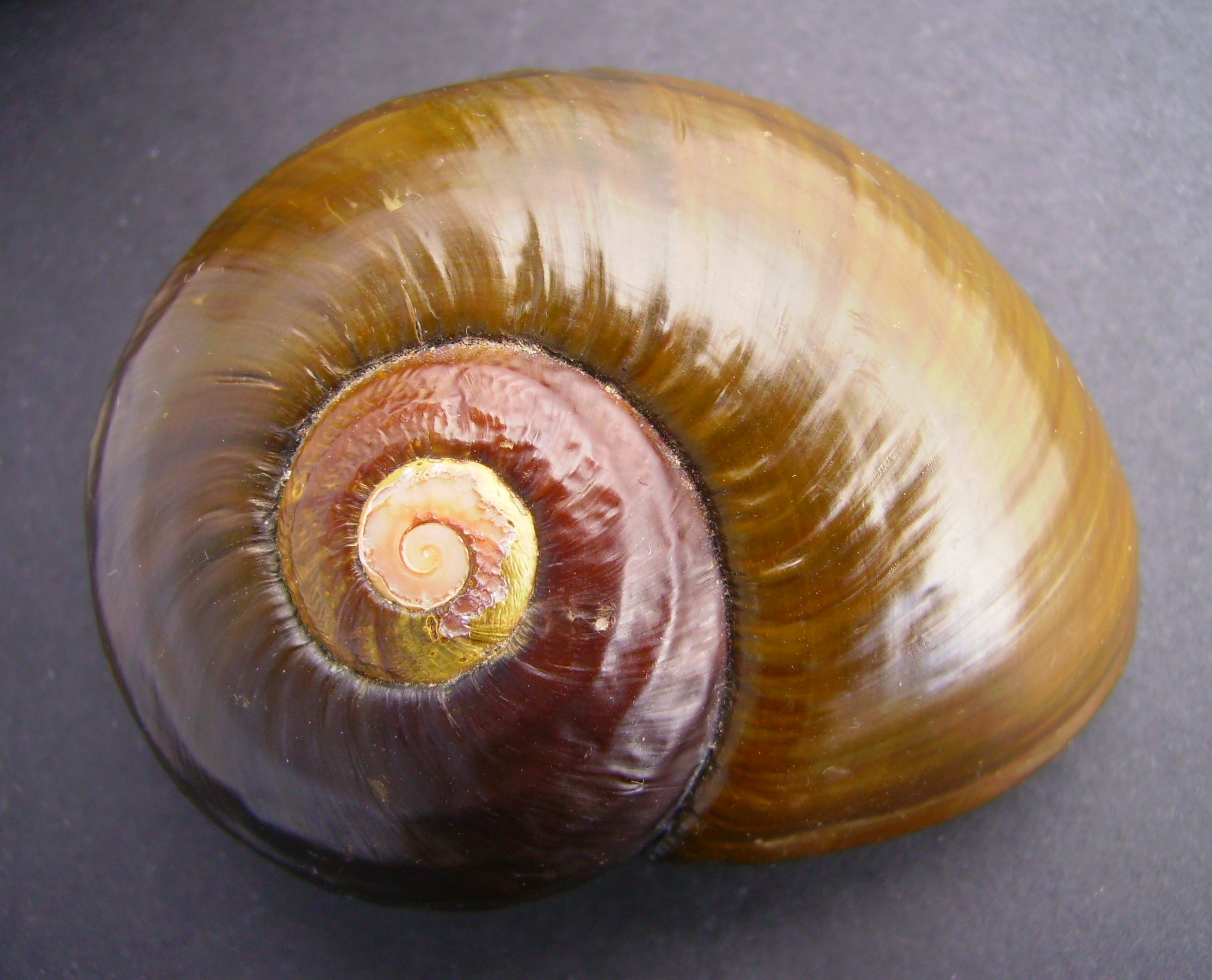
Paryphanta busbyi

Rhytididae  (лат.) — семейство лёгочных улиток из надсемейства Rhytidoidea (Stylommatophora, Gastropoda). Южная Африка, Австралазия. 

## Описание
Крупные брюхоногие моллюски, ведущие хищный образ жизни (питаются, в том числе,  другими моллюсками и земляными червями). 10 родов представлены в Австралии и 9 (или 10) родов обнаружены в Новой Зеландии (Barker 2005; Spencer et al. 2006) и 5 родов — в Австронезии (Solem, 1959). Все роды эндемичны для указанных регионов, некоторые их представители стали редкими (Natalina beyrichi) и включены в Красную книгу МСОП. Новозеландские роды (Delos, Delouagapia, Paryphanta, Powelliphanta, Rhytida, Wainuia и Schizoglossa) образуют монофилетическую группу, отличающуюся по форме и морфологии радулы и размерам.
Гаплоидный набор хромосом в разных родах этого семейства варьирует от 26 до 35.

## Систематика
Более 20 родов (статус некоторых принимается в ранге подрода). Группа была впервые выделена американским малакологом Генри Пилсбири (Henry Augustus Pilsbry; 1862—1957). Часть родов (Amborhytida — Paryphanta — Rhytidarex — Schizoglossa) иногда выделяют в отдельное подсемейство Paryphantinae.
- Afrorhytida Möllendorff, 1903
- Amborhytida  Climo, 1974
- Austrorhytida Smith, 1987
- Capitina Watson, 1934
- Delos Hutton, 1904
- Delouagapia Powell, 1952
- Diplomphalus Crosse & Fischer, 1873
- Echotrida
- Hebridelos Solem, 1959
- Macrocycloides
- Namoitena
- Nata Watson, 1934
- Natalina Pilsbry, 1893
- Occirhenea
- Ougapia Crosse, 1894
- Paryphanta Albers, 1850
- Powelliphanta O'Connor, 1945
- Prolesophanta Iredale, 1933
- Pseudomphalus
- Ptychorhytida
- Rhytida Albers, 1860
- Rhytidarex Powell, 1948
- Saladelos Iredale, 1933
- Schizoglossa Hodley, 1893
- Strangesta
- Tasmaphena
- Torresiropa Iredale, 1933
- Victaphanta Iredale, 1933
- Vitellidelos Iredale, 1933
- Wainuia Powell, 1930